# Ocica salomonis
Ocica salomonis är en insektsart som först beskrevs av Willemse, C. 1940.  Ocica salomonis ingår i släktet Ocica och familjen vårtbitare. Inga underarter finns listade i Catalogue of Life.